# Generale Grievous
Grievous, noto anche come Generale Grievous (General Grievous), il cui vero nome è Qymaen Jai Sheelal, è un personaggio appartenente all'universo fantascientifico di Guerre stellari, apparso per la prima volta nell'ultimo episodio della seconda stagione della serie Clone Wars. In seguito compare nel film della trilogia prequel La vendetta dei Sith e nella serie televisiva animata The Clone Wars. Appare anche in altre due opere del nuovo canone della saga: il fumetto Darth Maul - Figlio di Dathomir e nel romanzo L'apprendista del Lato Oscuro. In lingua originale è doppiato da Matthew Wood, mentre in italiano da Massimo Rossi.
Tra i più ricorrenti antagonisti della saga, è il generale supremo dell'armata di droidi della Confederazione dei Sistemi Indipendenti durante le guerre dei cloni, ed è addestrato dal Conte Dooku in tutte le forme di combattimento con la spada laser al fine di garantire la distruzione dei Jedi.

## Concezione e sviluppo
(George Lucas, sulla creazione di Grievous)
Grievous è stato sviluppato per il film uscito nelle sale nel 2005 Star Wars: Episodio III - La vendetta dei Sith come un nuovo e potente cattivo dalla parte della Confederazione dei Sistemi Indipendenti. È stato introdotto però, per la prima volta in assoluto, nel "Capitolo 20" della serie animata Star Wars: Clone Wars, in onda più di un anno prima dell'uscita del lungometraggio, ma queste apparizioni della serie sono state inserite nel brand Star Wars Legends e dichiarate non canoniche al franchise nel mese di aprile del 2014.
Nella creazione del personaggio, i creatori si sono ispirati all'aspetto della scultura Rock Drill, di Jacob Epstein.
Nel film Matthew Wood, che è stato scelto per doppiare il Generale, ha rimpiazzato l'attore Gary Oldman, il quale era già in trattativa. Wood ha doppiato il personaggio anche nella serie televisiva animata Star Wars: The Clone Wars.
In alcuni episodi della serie Star Wars: The Clone Wars, Grievous è visto tossire spesso senza che venga data alcuna spiegazione, mentre nella serie ormai non più canonica all'universo espanso Star Wars: Clone Wars si scopre che il problema respiratorio nasce durante la Battaglia di Coruscant, in cui i sistemi interni del cyborg sono danneggiati da Mace Windu.

## Apparizioni

### Film

#### La vendetta dei Sith

Grievous durante lo scontro con Obi-Wan Kenobi ne La vendetta dei Sith

La sua prima ed unica apparizione sul grande schermo risale al 2005, nel film La vendetta dei Sith. La data di nascita di Grievous è ignota. Egli è il generale a capo dell'armata dei droidi della Confederazione dei Sistemi Indipendenti, meglio conosciuta come Confederazione Separatista, durante le guerre dei cloni. Il suo corpo è una fusione di potenti strutture robotiche e di un cervello organico, un sistema nervoso e organi sensori. Un tempo era un signore della guerra kaleesh dal pianeta Kalee (gli occhi gialli con la pupilla nera è l'unico tratto che ricorda il suo passato), Obi-Wan Kenobi e Anakin Skywalker ideano un'operazione per salvare Palpatine. I due affrontano il Conte Dooku che nonostante riesca a mettere fuori gioco Kenobi, viene ucciso da Skywalker. Una volta liberato il Cancelliere tentano la fuga ma vengono intrappolati in uno scudo anti-energia, e circondati da molti droidi che li portano da Grievous sul ponte di comando dell'Invisible Hand. Quando i due Jedi riescono a liberarsi, il generale distrugge la vetrata del ponte, per sfuggire e allo stesso tempo cercare di ucciderli. Nello spazio esterno, essendo quasi totalmente meccanico, il kaleesh sopravvive e si aggancia alla nave con un rampino, per poi rientrare e scappare con un guscio di salvataggio.
Il generale si dirige verso Utapau nell'Orlo Esterno, dove il consiglio separatista si è ritirato. Con la morte di Dooku, Grievous diventa il capo di Stato dei separatisti e sotto ordine di Darth Sidious fa spostare il consiglio su Mustafar. Anche se Nute Gunray e altri non sono convinti dalle sue abilità di comando eseguono comunque gli ordini.
Il Generale Kenobi riesce in seguito a trovare Grievous su Utapau. Grievous rivela le sue quattro braccia - che di solito tiene nascoste - per un potente attacco utilizzando quattro spade laser, due verdi e due blu. Non riesce a impedire a Kenobi di tagliargli due braccia durante lo scontro. Visto però l'improvviso arrivo dei Cloni su Utapau, Grievous opta per la fuga utilizzando la sua monoruota personale, situata nelle vicinanze. Obi-Wan però non se lo fa sfuggire e, per mezzo del varactyl Boga, lo insegue perdendo però la sua spada laser durante la corsa (che poi gli verrà ridata dal Comandante Cody).
Nell'inseguimento Grievous, perde le sue spade laser, utilizza un elettro-staffa per affrontare Kenobi, il quale però riesce a saltare sulla monoruota; i due arrivano su una piattaforma di atterraggio, dove cadono entrambi a terra mentre la monoruota precipita nel pozzo di Pau City. Durante lo scontro il Jedi ha rimosso la protezione al cuore di Grievous e quando il kaleesh riesce a spingere Kenobi verso il vuoto, Obi-Wan si aggrappa al bordo della piattaforma. Usando la Forza per attirare verso di sé il blaster di Grievous, Kenobi riesce a uccidere il Generale, che sta arrivando verso di lui con l'elettro-staffa in pugno, inconsapevole di ciò che sta per succedere. La sua struttura meccanica esplode e Grievous, uno dei più pericolosi nemici dei Jedi, rimane senza vita sulla piattaforma.

### Televisione

#### The Clone Wars
Nel nuovo canone, la prima apparizione cronologica è nella serie The Clone Wars. Il generale dell'armata dei droidi ha affermato di aver scelto di essere ricostruito e parti del suo corpo sono state sostituite con protesi cibernetiche.
Gli fu assegnato il controllo della potentissima nave da battaglia Malevolence. L'arma segreta della nave era un cannone ionico capace di immettere una potente onda di energia ionizzata, che rendeva inefficienti tutti i sistemi delle navi investite, per poi attaccarle con l'enorme potenza di fuoco della nave. In questo modo Grievous riuscì a mietere molte vittime fra i repubblicani. Fra le varie navi distrutte, vi fu quella del maestro Jedi Plo Koon sul sistema di Abregado-rae, il quale tuttavia riuscì a salvarsi. Nonostante la nave fosse stata progettata per contrastare i grandi incrociatori, fu messa in difficoltà e danneggiata da una squadriglia di piccoli bombardieri guidati da Anakin Skywalker. Successivamente la sua nave fu abbordata da Obi-Wan Kenobi e da Skywalker. Il generale cercò di impedire a Kenobi di disattivare l'iperguida, intraprendendo un breve duello acrobatico conclusosi con la fuga dello Jedi. Grievous cercò di inseguire gli Jedi in fuga col suo caccia, scortato da alcuni droidi. Tuttavia dovette assistere alla distruzione della sua nave e fu costretto a fuggire.
Possedeva un suo laboratorio personale su una delle lune di Vassek dove, qualora avesse perso delle parti del corpo, se le faceva sostituire da un droide medico lì presente. Seguendo le coordinate della fuga del viceré Nute Gunray (fuggito dalla nave Tranquillity) il Maestro Jedi Kit Fisto e il suo ex-Padawan Nahdar Vebb giunsero al suo nascondiglio e cercarono di fuggire ma Vebb, desideroso di sconfiggere Grievous, ingaggiò un duello con il cyborg dove venne ucciso. Fisto duellò poi con Grievous riuscendo a rubargli la spada laser di Vebb e a fuggire.
Abbordò l'incrociatore da battaglia di Eeth Koth ingaggiando un duello con lui dove, scorrettamente, riuscì a sconfiggerlo. La Repubblica mandò Anakin Skywalker, Obi-Wan Kenobi e Adi Gallia a soccorrere il loro amico catturato e, grazie a loro, Koth si salvò mentre Grievous riuscì a fuggire su Saleucami (22 BBY).
Organizzò un attacco su Naboo con la complicità del primo ministro gungan Rish Loo, il quale aveva ipnotizzato con una collana magica Boss Lyonie costringendolo ad organizzare un attacco alla città di Theed insieme agli eserciti separatisti. Grazie all'intervento di Jar Jar Binks (spacciatosi per Lyonie data la loro incredibile somiglianza) l'attacco viene sventato e Grievous viene catturato, nonostante la morte del generale Tarpals (amico storico di Jar Jar) nel tentativo di catturarlo. Fu poi rilasciato in cambio della liberazione di Anakin Skywalker, fattosi catturare da Dooku.

The Bad Batch
Compare brevemente nell'introduzione del primo episodio della prima stagione mentre tenta di scappare dall'Invisible Hand, scena già vista nel terzo capitolo della saga.

### Fumetti

#### Figlio di Dathomir
Compare anche nel fumetto Figlio di Dathomir, uscito nel 2014. Nel 20 BBY gli fu affidato il compito da Dooku di catturare Darth Maul, ex-apprendista di Darth Sidious, il quale era fuggito dalla prigione di Stygeon Prime. Localizzato il Sith su Zanbar, partì con i suoi eserciti di droidi per catturarlo e, durante la battaglia, ingaggiò con lui un breve duello al termine del quale Maul riuscì a fuggire. Scovato Maul sul pianeta Ord Mantell, attaccò con i suoi eserciti la Shadow Collective ma venne catturato da Maul assieme al conte Dooku. A seguito di ciò, però, sotto consiglio di Talzin, Maul decide di non uccidere Dooku bensì di allearsi con lui per sconfiggere Sidious, avendo Talzin previsto che questi avrebbe tradito il conte (cosa che effettivamente accadrà); infatti, turbato dalle criptiche parole della strega, Dooku accetta l'alleanza e, insieme a Maul, affronta in duello Obi-Wan e la Maestra Jedi Tiplee, che erano accorsi insieme alle cannoniere della Repubblica sull'avamposto della Shadow Collective. Nel breve duello che ne scaturisce Dooku uccide Tiplee e, insieme a Maul, riesce a fuggire dopo l'arrivo di Mace Windu e Aayla Secura, mentre Grievous fugge attraverso un guscio di salvataggio (dopo che il conte aveva premuto con la Forza l'interruttore della cella di detenzione dove il kaleesh era rinchiuso). Successivamente Maul e Dooku si recano su Dathomir dove Madre Talzin prende possesso del corpo del conte poco prima dell'arrivo di Sidious e Grievous. Maul e Dooku (controllato da Talzin) affrontano in duello Grievous e Sidious e questi, attraverso una potente scarica di Fulmini di Forza, riesce a far uscire la strega dal corpo del conte; a quel punto, mentre Maul mette fuori combattimento Grievous con un calcio facendolo cadere in un baratro, Talzin, Sidious e Dooku ingaggiano uno scontro con i Fulmini di Forza, mentre nello spazio le forze separatiste sono in procinto di atterrare su Dathomir. Quando la Shadow Collective decide di fuggire per la loro inferiorità numerica, Talzin spinge via Maul che viene tratto in salvo da due suoi accoliti mentre la strega, esaurite le forze, viene pugnalata al petto da Grievous, accorso improvvisamente. Maul riesce dunque a fuggire da Dathomir mentre Sidious, Dooku e Grievous osservano i resti del corpo ormai dissolto di Talzin.

### Legends
Con l'acquisizione della Lucasfilm da parte di The Walt Disney Company nel 2012, la maggior parte dei romanzi e fumetti di Guerre stellari prodotti su licenza sono stati inseriti nel brand Star Wars Legends e dichiarati non canonici al franchise nel mese di aprile del 2014.

#### Fumetti
Grievous era originalmente un kaleesh, un signore della guerra, con diverse mogli e bambini. Quando la sua specie viene coinvolta in un conflitto armato contro gli yam'rii (abitanti del vicino pianeta Huk) questi ultimi inizialmente vincono; quando Grievous diventa comandante delle forze armate kaleesh riesce a portare alla vittoria la sua gente, fino a raggiungere il pianeta degli yam'rii e a distruggerlo. Gli yam'rii, in grave difficoltà, chiedono aiuto alla Repubblica Galattica. Grievous nutre un odio enorme verso i Jedi, in quanto egli ha sempre desiderato essere uno di loro ma, essendo poco sensibile alla Forza, viene rifiutato. Inoltre i Jedi, durante il conflitto fra i kaleesh e gli yam'rii, preferiscono aiutare questi ultimi, poiché le sostanze degli yam'rii e i soldi promessi all'ordine sono maggiori rispetto a quelli dei kaleesh. Colto dalla rabbia Grievous, da allora, giura di distruggere l'ordine per sempre.
I Jedi vengono mandati per risolvere il conflitto dalla parte degli yam'rii, e comminano diverse sanzioni verso i kaleesh.
Grievous rimane vittima di un attentato segretamente ordito da Dooku, mentre è sulla sua nave, causandogli delle gravi menomazioni. Con l'arrivo di una personalità importante del Clan Bancario Intergalattico, Grievous vede un modo per vendicarsi della Repubblica e degli yam'rii diventando un fall.
Il kaleesh viene portato su Geonosis, dove il leader Geonosiano Poggle il Minore e i suoi scienziati impiantano il cervello, gli occhi e gli organi vitali di Grievous dentro a una armatura composta da una lega di duranium e cortosite. In aggiunta gli scienziati alterano la sua personalità e le sue memorie per renderlo molto più violento e vendicativo. Il suo sangue viene sostituito con quello del maestro Jedi Sifo-Dyas sotto l'ordine del Conte Dooku, da qui la probabile spiegazione di una tale abilità con le spade laser. Dooku è contento del lavoro fatto e dà a Grievous il titolo di "supremo comandante dell'armata dei droidi" e pianifica di usarlo per i suoi scopi di conquistare la Repubblica. Grievous mostra ancora qualcosa del suo passato di kaleesh, usando una maschera tipica della sua specie.
Dooku prende come apprendista Grievous nell'arte del combattimento con spada laser, che Grievous assimila con grande velocità, imparando tutti gli stili praticati dai Jedi (diventando forte quasi quanto lui) essendo diventato sensibile alla forza grazie al sangue di Sifo-Dyas. Le sue nuove abilità sono provate durante la battaglia di Geonosis: in una grotta sono rinvenuti resti dilaniati di soldati clone, inizialmente ricondotti all'effetto di armi soniche geonosiane sperimentali. In realtà è stato proprio il cyborg a ridurli in quello stato.

#### Televisione
Sei mesi dopo il conflitto a Geonosis, Dooku mette ancora alla prova il generale. Gli fa inseguire Asajj Ventress e Durge, umiliandoli in seguito e mostrando a Dooku di essere degno del posto di comandante dei droidi.
Il generale Grievous ha modo di dimostrare apertamente le sue doti di spadaccino sul pianeta Hypori, dove riesce ad affrontare e a sconfiggere ben sei Jedi: Ki-Adi-Mundi, Aayla Secura, Shaak Ti, Sha'a Gi, Daakman Barrek, Tarr Seirr e K'Kruhk. Egli uccide Barrek, Gi, Seirr e, apparentemente, anche K'Kruhk (in realtà si salverà), mentre sconfigge Mundi, Ti e Secura (riducendo in fin di vita le ultime due). I tre Jedi riescono poi a fuggire grazie al provvidenziale intervento dei cloni. In quello scontro Grievous dimostra la sua bravura nell'utilizzo della spada laser, infatti con l'utilizzo di sole due braccia e l'ausilio del suo corpo meccanico, che gli permette di compiere salti acrobatici e di arrampicarsi sulle pareti piombando dall'alto sui Jedi, egli miete vittime non solo tra i Jedi ma anche tra i soldati clone.
Nel 20 BBY, Grievous attira le forze della Repubblica a Vandos rapendo l'Ambasciatore Quiyyen. I Cavalieri Jedi T'chooka D'oon e Jmmaar vengono uccisi nell'assalto, mentre le forze Repubblicane riescono a recuperare Quiyyen. In seguito il Padawan di D'oon fa radunare, sotto la disapprovazione del consiglio Jedi, alcuni compagni per vendicarsi di Grievous. Coloro che sono andati contro il Generale vengono uccisi.
Poco tempo dopo le forze di Grievous riescono a conquistare il pianeta Duro, insieme a molti altri mondi della Cintura Corelliana. Il kaleesh diviene in breve tempo il simbolo del terrore tra i cittadini Repubblicani.
Durante una battaglia presso Coruscant, Grievous comanda delle forze per cercare di "rapire" il Cancelliere Palpatine. La Maestra Jedi Shaak Ti e i due Jedi Roron Corobb e Foul Moudama cercarono di proteggere Palpatine ma Grievous massacra Corobb e Moudama e sconfigge Ti, imprigionandola in una rete di cavi elettrici, e fugge prendendo con sé Palpatine (questo avviene nella serie Star Wars: Clone Wars). In un'altra versione (nel romanzo Labyrinth of Evil di James Luceno) Grievous sconfigge anche Stass Allie (insieme a Ti, Corobb e Moudama). Mentre se ne sta andando, il Maestro Jedi Mace Windu riesce ad usare la Forza per colpire le parti metalliche del cyborg, schiacciandogli i polmoni e aggravando il suo problema di respirazione - un difetto degli impianti che non sono in grado di funzionare molto bene con le parti organiche.

### Videogiochi
Il generale Grievous appare come un boss nel videogioco Star Wars Episodio III: La vendetta dei Sith (2005), ed è giocabile in modalità duello. Nella modalità giocatore singolo, la morte di Grievous viene cambiata rispetto al film: viene infatti ucciso da Obi-Wan che lo colpisce nel petto, e la sua armatura va in cortocircuito. Grievous fa una breve apparizione nel gioco Star Wars: Republic Commando (2005), dove viene incontrato su Kashyyyk dalla Delta Squad prima di salire a bordo della sua astronave (che è stata avvistata in precedenza dalla Delta Squad lasciare Geonosis) e partire per un pianeta sconosciuto.
Nel MMORPG Star Wars: Galaxies (2003) viene rivelato che, diversi anni dopo la morte di Grievous, gli stormtrooper imperiali trovarono i suoi resti e li trasferirono in un deposito segreto su Utapau; il corpo cyborg di Grievous rimase lì a prendere polvere per anni, finché l'ingegnere robotico Nycolai Kinesworthy non lo rinvenne e lo riciclò per completare il Progetto N-K, volto a creare l'NK-Necrosis, un droide da battaglia di nuova concezione che conserva il cervello di Grievous, ma nessuno dei suoi ricordi. Questo automa da guerra ebbe una breve vita nelle caverne Myyydril su Kashyyyk prima di essere distrutto da un gruppo anonimo di spaziali. I combattenti saccheggiarono i resti del droide, prendendo le sue armi e qualsiasi altra cosa di valore. La maschera facciale finì sul Mercato Invisibile, dove venne acquistata per le sue proprietà artistiche da un ammiraglio imperiale di alto rango, presumibilmente il Grand'ammiraglio Thrawn.
Grievous appare come boss e personaggio giocabile sbloccabile in Lego Star Wars (2005) e Lego Star Wars: The Complete Saga (2007); è anche giocabile nella modalità Free Play di Lego Star Wars II: The Original Trilogy (2006) accedendo a un file di salvataggio del primo gioco. In Lego Star Wars III: The Clone Wars (2011), Grievous è descritto come un boss diverse volte durante la modalità storia, prima di diventare disponibile come personaggio giocabile sbloccabile. È anche giocabile in LEGO Star Wars: Il risveglio della Forza (2016) tramite contenuti scaricabili. Grievous è stato inoltre reso disponibile come personaggio giocabile nella serie Star Wars: Battlefront, incluso Star Wars: Battlefront II (2005), Star Wars Battlefront: Elite Squadron (2009) e, più recentemente, Star Wars Battlefront II (2017).
Grievous è apparso anche in Angry Birds Star Wars II (2014)  nei panni di un maiale malvagio e in diversi giochi per cellulari come Star Wars: Gli eroi della galassia (2015) e Star Wars: Force Arena (2017, gioco ritirato e non più disponibile dal 12 gennaio 2019).

## Personalità

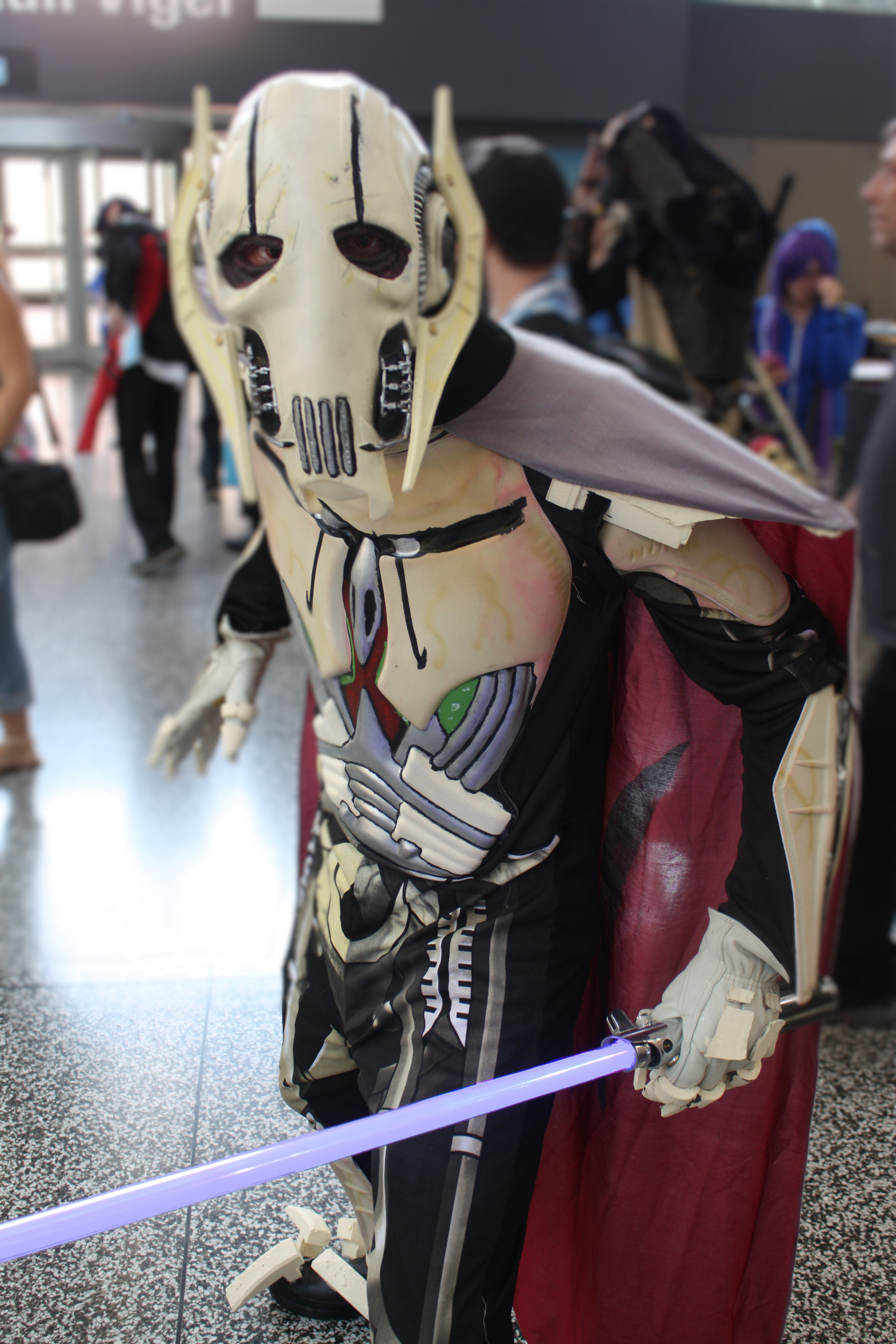
Cosplay del generale Grievous.

Sebbene sia un abile stratega e comandante di campo, Grievous è un essere malvagio, freddo, spregevole, crudele, spietato, violento, aggressivo e privo di senso dell'umorismo; non prova alcuna pietà verso i suoi nemici, tanto meno si fa scrupoli nel compiere i suoi crimini. Cova un profondo odio verso i Jedi tanto da provare una sensazione quasi di piacere solo nel toccare le else delle spade laser dei Jedi che ha ucciso. Viene detto che "la sua parte droide aveva più pietà di ciò che restava della sua carne aliena". Si dice che Grievous abbia ucciso almeno 1000 Jedi, ma sicuramente ne ha assassinati molti di più durante la sua carriera di capitano dei droidi. Le spade laser dei Jedi uccisi passano nelle sue mani e nella sua collezione.
Oltre a questo Grievous disprezza, come Dooku, tutto il consiglio separatista, considerandoli degli esseri schifosi e di nessuna utilità. Nel romanzo non più canonico de La vendetta dei Sith viene detto che Grievous spera ogni giorno che Darth Sidious gli permetta di poter "fracassare la testa" a Nute Gunray e al suo collaboratore Rune Haako: tra i vari leader separatisti, infatti, Grievous detesta in primis il leader neimoidiano per la sua insistenza. Non prova inoltre alcuna remora nel sacrificare i suoi prigionieri e tanto meno il suo intero equipaggio (specialmente se composto da esseri da lui ritenuti ripugnanti come i neimoidiani) per i suoi scopi.
Nello stesso romanzo de La vendetta dei Sith, inoltre, viene detto che Grievous è un essere che non è più in grado di ridere, nettamente in contraddizione con quanto succede nello stesso film e nella serie Star Wars: The Clone Wars dove si sente chiaramente il generale ridere in alcune scene.

## Poteri e abilità
Grievous è ritenuto da molti un vero genio militare: le sue strategie appaiono spesso caotiche, ma in realtà sono frutto di studiati calcoli, create in modo tale da confondere i suoi avversari; può inoltre controllare direttamente le armate di droidi, grazie a due antenne trasmittenti montate nella sua maschera. Grievous non si fa scrupoli tuttavia ad utilizzare tattiche estreme, servendosi spesso di prigionieri di guerra come copertura per i suoi droidi, in modo da costringere la Repubblica a scegliere tra la vittoria e il salvare delle vite.
Sul campo di battaglia Grievous si dimostra fin dalla sua prima apparizione un combattente terribile e spietato: addestrato dal Conte Dooku al combattimento con la spada laser, Grievous ha una certa conoscenza di tutti gli stili di combattimento, ma sviluppa una sua personale tecnica a due spade che comprende potenti colpi martellanti ad alta velocità da più direzioni; la sua armatura cyborg lo rende inoltre in grado di compiere movimenti ritenuti impossibili per un essere organico: egli può infatti muovere sia il torso che le mani a 360°, creando un effetto simile ad una sega circolare, e può dividere le sue braccia, dotate di sei dita l'una, in quattro braccia da tre dita, e utilizzare fino a quattro spade laser contemporaneamente.
Il suo corpo meccanico lo dota inoltre di una forza e resistenza sovrumana, gli consente di combattere ininterrottamente e di sopravvivere nello spazio aperto; il suo unico punto debole è il torace, in cui sono custoditi i suoi ultimi organi funzionanti.

## Popolarità su internet
Molte delle battute del personaggio nel film La vendetta dei Sith, come "Le vostre spade laser andranno ad arricchire la mia collezione" (Your lightsabers will make a fine addition to my collection), hanno ottenuto una grande popolarità come meme di internet negli anni 2010.

## Galleria d'immagini

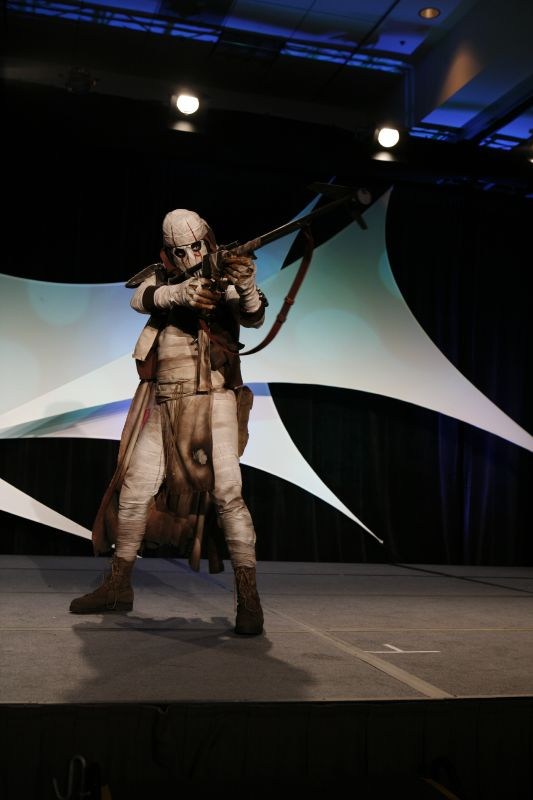
Cosplay del kaleesh Qymaen Jai Sheelal, prima della sua trasformazione in cyborg, allo Star Wars Celebration IV del 2007 nel Los Angeles Convention Center
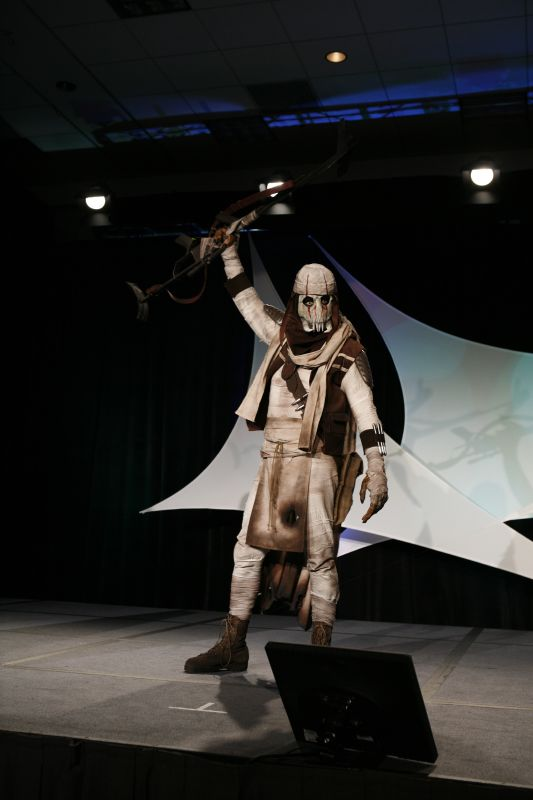
Cosplay di Qymaen Jai Sheelal allo Star Wars Celebration IV del 2007 nel Los Angeles Convention Center
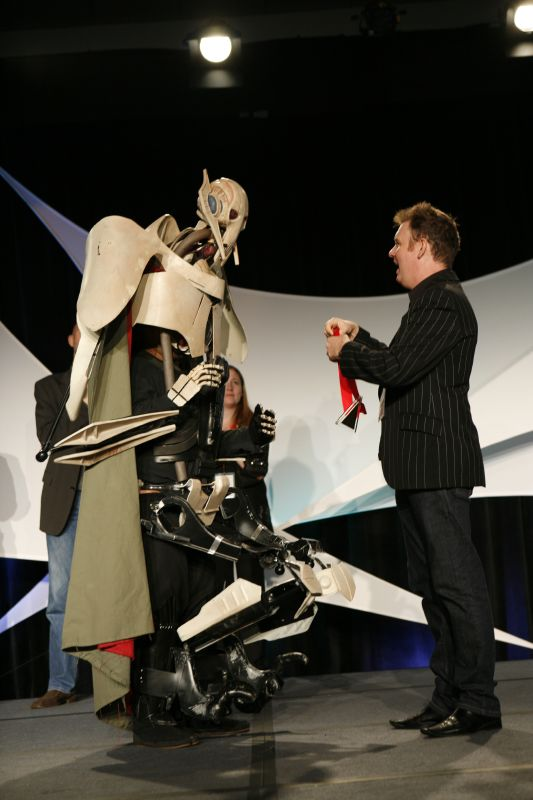
Un costume del Generale Grievous realizzato da un fan riceve un premio da Dave Elsey allo Star Wars Celebration IV del 2007 nel Los Angeles Convention Center
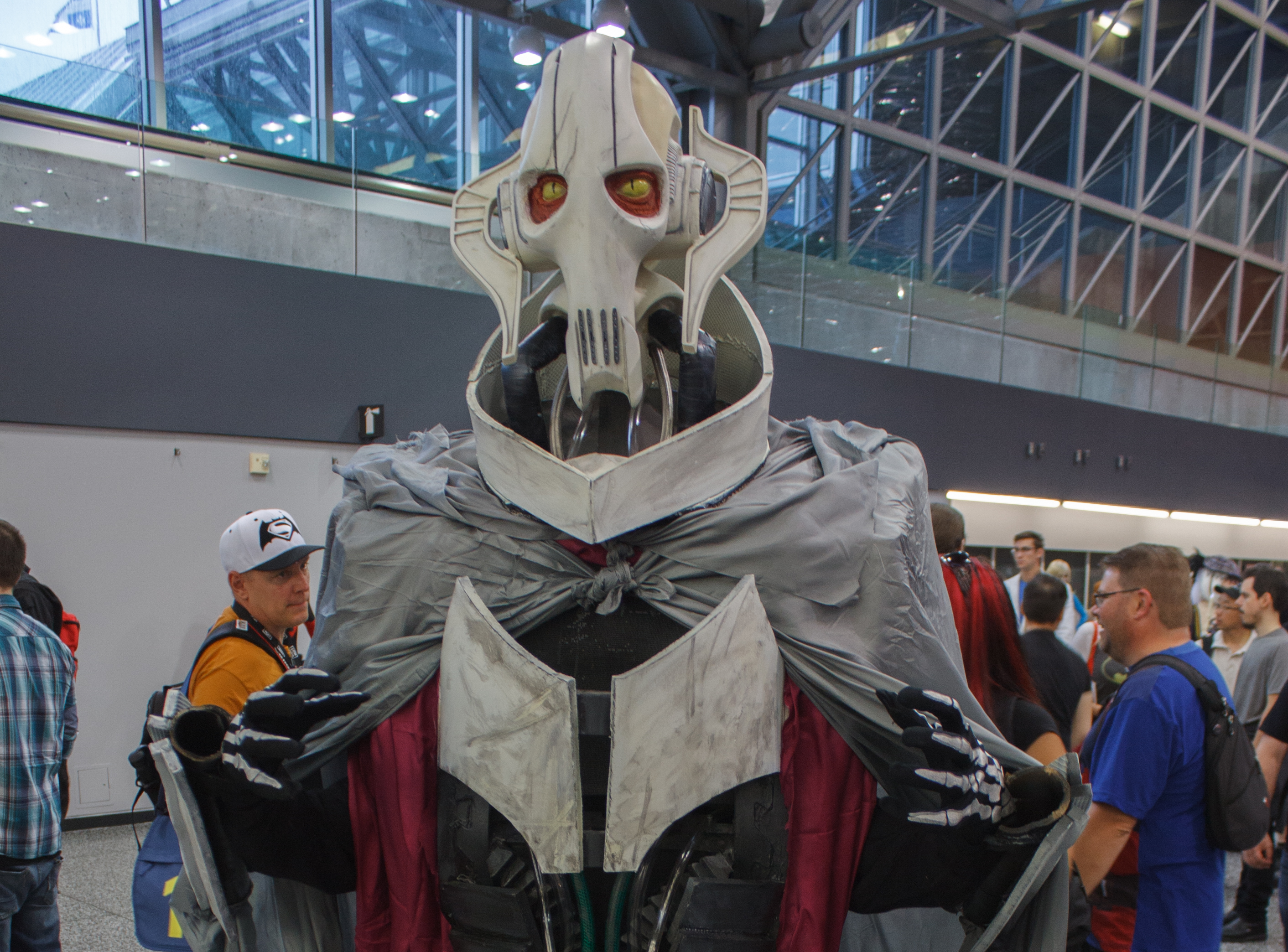
Cosplay del Generale Grievous al Montreal ComicCon del 2016